# Molophilus (Molophilus) cramptoni
Molophilus (Molophilus) cramptoni is een tweevleugelige uit de familie steltmuggen (Limoniidae). De soort komt voor in het Nearctisch gebied.